# Marcelle Choisnet
Marcelle Choisnet, puis Choisnet-Gohard après son mariage, née le 9 mai 1914 à Versailles et morte à Chartres le 14 juillet 1974, est une aviatrice française qui a battu de nombreux records nationaux ou mondiaux en vol à voile.

## Biographie
Marcelle nait le 9 mai 1914 Versailles dans une famille modeste. Ses parents lui donne le prénom de Marcelle en mémoire de son frère ainé mort à 5 ans l'année précédente. Son père travaille aux chemins de fer comme chef de train avant de tomber malade et de se trouver paralysé. Sa mère fait des ménages.
Le 25 mai 1923, en rentrant de l'école elle est renversée par un camion sous lequel elle passe. Elle évite l’écrasement par les roues mais elle est gravement blessée par le crochet de l'attelage. Elle se retrouve à l’hôpital avec une mauvaise fracture ouverte du fémur droit et une large plaie à la tête avec décollement du cuir chevelu et de l'oreille gauche.
Elle subit la première de trois opérations le 2 juillet. Son père meurt une semaine plus tard. Elle ne rentre chez elle que plus d'un an plus tard avec une large cicatrice au crane, heureusement cachée par sa chevelure et une jambe droite plus courte d'un centimètre et demi. Elle doit s'astreindre à une longue rééducation.
Après le Certificat d'études elle entame un apprentissage de couturière place de la Madeleine à Paris. Le samedi elle va souvent se promener au terrain d'aviation de Guyancourt ou à celui de Toussus-le-Noble. En aout 1931 un oncle lui offre le baptême de l'air qui l'enthousiasme. Devenue couturière indépendante elle économise sur tout pour financer ses leçons de pilotage. Elle obtient son brevet du premier degré en septembre 1936 et, six mois plus tard, le second degré. Son budget aviation est toujours trop faible et, pour voler davantage, elle s'inscrit à la Ligue aéronautique de France pour devenir infirmière de l'air. La secrétaire générale de la ligue qui prend son inscription se nomme Edmée Jarlaud, vélivole déjà célèbre, qui, plus tard, l'aiguillera vers le vol à voile.

## Débuts en planeur
En 1938 elle s'inscrit au club de vol à voile de Moisselles et obtient ses brevets A (un vol en ligne droite de plus de trente seconde)  et B (un vol de plus d'une minute avec deux virages en S). Elle change de club et rejoint le très actif Club Aéronautique Universitaire à Beynes (Yvelines). Elle y obtient son Brevet C (un vol d'au moins cinq minutes au-dessus d'un point bas après la mise en altitude) et devient moniteur stagiaire en 1939. Elle obtient parallèlement les permis de conduire automobile, poids lourds et transports en commun. Au déclenchement de la guerre elle se présente comme chauffeur volontaire et se retrouve à déplacer des archives dans Paris avant de rejoindre le service géographique de l'armée qui la charge d'évacuer du matériel vers le sud. Elle finit à Royat où elle reste quelque temps avant de rejoindre Paris où elle pense reprendre son métier de couturière. Devant la difficulté d'exercer dans une ville ou le moindre coupon de tissu est introuvable elle se fait engager dans un atelier du 15e arrondissement comme monteuse-soudeuse. Elle sera aussi employée à construire des maquettes chez un constructeur aéronautique et comme chauffeur à la Croix-Rouge.

## Biographie
À la Libération le service des sports aériens du Ministère de l'Air, pour relancer l’aviation légère et le vol à voile, recherche des candidats moniteurs. Elle pose sa candidature qui finit par être acceptée "bien qu'elle soit une femme".
La formation de moniteur est alors erratique. Au centre de Beynes ou elle est affectée d'abord la pénurie de matériel est totale. Les planeurs qui n'ont pas été détruits par les occupants sont totalement obsolètes. Un transfert à Castelnaudary n'apporte pas beaucoup de progrès et les futurs moniteurs sont occupés à construire et faire voler des modèles réduits. Enfin, les stagiaires sont envoyés au centre de La Montagne noire ou les conditions et le matériel sont meilleurs. Elle y réussit le gain d'altitude de mille mètres, le vol de plus de cinq heures et celui de distance de plus de cinquante kilomètres qui lui valent le troisième brevet D obtenu en France par une femme après Mmes Jarlaud et Legros. Avant la fin du stage elle réalise un vol de huit heures cinquante cinq minutes qui est le record de France féminin. Elle obtient sa qualification d'instructeur et la possibilité de faire un dernier vol sur Avia 40P le 29 avril 1944. Ce vol lui permet d'améliorer son record avec douze heures vingt minutes,.
Elle est nommée au centre interclub de Beynes qui vient de redémarrer grâce à des planeurs majoritairement récupérés en Allemagne jusqu'à sa fermeture. Elle devient ensuite chef-pilote du centre de Chavenay. Le 14 juillet 1945, elle est décorée de le Médaille de l'Aéronautique nouvellement créée.
Le 18 novembre 1946 à Saint-Auban elle réalise un gain d'altitude de 3600 mètres qui, s'il ne peut pas être homologué comme record du monde à cause d'un barographe non scellé, complète les épreuves de son brevet E, le premier au monde obtenu par une femme.
Entre le 8 et le 21 aout 1948 elle participe au premier concours international organisé en France à Beynes. Entre son Arsenal Air 100 surclassé dans le petit temps par les antiques Weihe allemands et le format concours qui ne lui correspond pas, elle ne se classe que 16ème.
Le 31 décembre 1948 elle épouse Jules Gohard, officier de l'Armée de l'air.
En mars 1952 lui est décernée la Médaille Lilienthal et en janvier 1953 la Légion d’Honneur.
Le 9 mai 1953 (ou le 8 selon les sources) elle obtient son brevet F qui est le douzième mondial et le premier obtenu par une femme.
Le 6 mai 1957 elle part de Beynes et se pose 545 km plus loin à Pierrelatte sur un SZD-9 Bocian ce qui aurait été le nouveau record de France si Francine Abadie n'avait pas réalisé 562 km le même jour sur Breguet 901S.
Elle meurt le 14 juillet 1974 à Chartres (Eure-et-Loir) dans un accident de planeur.

## Records
- Le 9 juin 1945, sur un Avia 40P elle vole de Beynes à Champaubert-la-Bataille améliorant le record de France féminin de distance libre avec 139.246 km[7].
- Le 13 juin 1945 sur le même planeur elle améliore avec un vol de 347 km vers Saint-Merd-la-Breuil en onze heures cinquante[7].
- Le 20 juillet 1945, aux commandes d'un DFS Meise (L'Avia 40P a été réformé) elle relie Beynes à Soignies, but fixé avant le départ ce qui avec 253 km constitue le nouveau record du monde féminin[7].
- Le 6 aout 1945, sur un biplace Castel C-242 accompagnée de Jacqueline Gomichon elle améliore le record du monde de distance féminin en catégorie biplaces avec 237 km en se posant à Leschères-sur-le-Blaiseron[7].
- Le 23 mai 1946 à la Montagne Noire, sur un autre Castel C-242 et en compagnie de Lucienne Lafarge elle s’adjuge le record féminin de durée en biplace avec 7 h 21.
- Le 25 juillet 1946 c'est le tour du record de France de distance en aller-retour d'être battu avec 106.43 km sur le trajet Beynes-Étampes-Beynes sur un DFS Weihe[13].
- 25 mars 1947 : avec J. Rousseau, sur planeur DFS Kranich II, record national féminin de gain d'altitude : 2 083 m[14].
- 1er janvier 1948 : Amélioration du record de France de durée féminin avec 19 h 50 sur DFS Meise[15].
- 19 octobre 1948 à Romanin elle améliore le record du monde féminin de quatre heures avec 28 h 02 sur Arsenal Air 100[9]
- 17 novembre 1948 : Amélioration de son record féminin de durée avec 35 h 03 min, sur le planeur Arsenal Air 100 no 5[9].
- 27 juin 1949 : record du monde féminin de distance en circuit fermé sur le parcours Fès - BouBéker - Fès soit 151 km à bord d'un planeur Nord 2000.
- 20 juillet 1950 : sur son planeur Air 100 no 14, elle établit un record féminin de vitesse en sur circuit avec but fixé en parcourant 210 km à la moyenne de 36 km/h entre Beynes, Étampes et Orléans[16].
- 18 janvier 1951 : avec Mlle Queyrel, sur planeur Castel-Mauboussin CM7 no 2, record du monde féminin de gain d'altitude avec 6 072 mètres[17].
- 11 mai 1951 Record de France féminin de distance avec 399 km sur son Air 100[18]
- 22 novembre 1951 : avec Mlle Mazelier, sur planeur Castel-Mauboussin CM7, record du monde féminin de durée avec 28 h 51 min[19].
- 9 mai 1958, elle relie Beynes à Martillac sur son Air 100 dans un vol de plus de 500 kilomètres qu est le record de France et la dernière épreuve de son brevet F. Son mari la rejoint en avion et le retour se fait en vol remorqué[3].
- 12 mai 1953 : record du monde féminin de distance avec but fixé et retour au point de départ, sur son planeur Air 100 "CG", avec 290,198 km[20].
- 17 avril 1954 : toujours sur son planeur Air 100 : nouveau record du monde de distance avec but fixé : 505 km entre Beynes et Léognan[21].
- 16 avril 1955 Record de France de distance libre en biplace accompagnée de Nadette de Abelenda avec 445 km entre Beynes et Mirambeau sur Castel C-25 S[22].

## Distinctions
- Chevalier de la Légion d'honneur
- Médaille de l'Aéronautique